# Primat (eclesiàstic)

Escut d'armes d'un Primat catòlic (no cardenal)

Primat és un títol o rang de certs bisbes en certes esglésies cristianes. Segons la tradició particular, denota una autoritat jurisdiccional (títol d'autoritat) o una precedència cerimonial (títol honorífic)
En diversos països, el Primat es troba en una ciutat que no és la capital. Això sovint mostra les diverses circumstàncies històriques, amb el Primat situat on havia estat la capital quan es cristianitzà el país; així com la disparitat geogràfica que ajuda a preservar l'autonomia de l'Església del govern secular.

## Església Catòlica Romana
A l'Església Occidental, el primat és un arquebisbe (tot i que a vegades és només un bisbe sufragani o exempt) d'una seu episcopal (anomenada la "seu primada") que li confereix precedència sobre els bisbes de diverses províncies eclesiàstiques, com una església "nacional" en termes històrics, polítics i culturals. Històricament, els primats gaudien privilegis incloent l'autoritat per convocar i presidir sínodes, la jurisdicció per escoltar apel·lacions dels tribunals metropolitans, el dret a coronar el sobirà de la nació i presidir la instal·lació dels arquebisbes a les seves seus.
Aquest càrrec generalment es troba als països de tradició catòlica, i actualment és purament honorífic, sense cap mena de poder al dret canònic llevat d'Esztergom (Hongria). Una excepció és Polònia, on el nou estatut de la conferència episcopal senyala que el Primat de Polònia és durante munere membre del Comitè Perpetu de la conferència episcopal i que té precedència honorífica sobre els bisbes polonesos (per exemple, en totes les cerimònies litúrgiques). Els primats polonesos a més tenen el privilegi de vestir ornaments cardenalicis, encara que no hagin estat proclamats com a tals, un privilegi atorgat per la Santa Seu. El títol, allà on existeix, pot estar creat sobre una de les arxidiòcesis més antigues del país. La ciutat on es troba la seu potser ja no té la preeminència que tenia quan es creà la diòcesi; o la seva circumscripció pot ja no existir com a estat, nació o país; per exemple, l'arquebisbe de Toledo es creà com a Primat del Regne Visigòtic; mentre que l'arquebisbe de Lió és el Primat de les Gàl·lies.
Diverses de les funcions de lideratge anteriorment exercides pels primats, especialment la de presidir les trobades dels bisbes d'una regió o nació, actualment són exercides pel president de la conferència episcopal: "El president de la conferència o, quan està impedit, el vicepresident, presideix no només les trobades generals de la conferència, sinó que també el comitè permanent." El president generalment és elegir per la conferència, a excepció del president de la Conferència episcopal italiana, que és nomenat pel Papa, i el de la Conferència de bisbes catòlics irlandesa, que és Primat de Tota Irlanda. Altres funcions dels primats, com escoltar les apel·lacions dels tribunals metropolitans, estan reservats a la Santa Seu des d'inicis del segle xx. Poc després, mitjançant la norma del Codi de Dret Canònic de 1917 i confirmat pel Codi de 1983, el tribunal de segona instància per les apel·lacions d'un tribunal metropolità és "el tribunal que el metropolità hagi designat de manera estable amb l'aprovació de la Seu Apostòlica".
El càrrec equivalent a les Esglésies Orientals és el d'exarca.
El títol de primat a vegades s'aplica a prelats que són apreciats com el principal bisbe del país, encara que el títol mai no s'hagi atorgat a la seva seu. Així, l'arquebisbat de Westminster és referit a vegades com el primat d'Anglaterra i Gal·les. Més estrictament, la seva posició ha estat descrita com la del "cap metropolità" i "semblant" a la de l'arquebisbe de Canterbury.  i els arquebisbes de Manila i Seul són considerats els primats de les Filipines i Corea, respectivament.

### Seus primades
| Regió           | Seu episcopal          | Títol                                                 | Notes | Dates    |
| --------------- | ---------------------- | ----------------------------------------------------- | --- | -------- |
| Nord d'Àfrica   | Cartago                | Primat d'Àfrica                                       | El títol de primat d'Àfrica va ser restaurat per Lleó XIII al 1893 en favor de l'arquebisbe de Cartago |          |
| Àustria         | Salzburg               | Primat de Germània                                    | Títol rebut durant el segle xvii. Anteriorment la primacia requeia en l'arquebisbe de Magdeburg, lligat a la seva presidència del Consell de Prínceps de l'Imperi. Al 1803, l'príncep-arquebisbe de Magúncia emprà també el títol de primat de Germània; car presidí el consell dels prínceps electors.                                            |          |
| Argentina       | Buenos Aires           |                                                       | Títol atorgat per Pius XI el 29 de gener de 1936 |          |
| Bèlgica         | Malines                | Primat de Bèlgica                                     | Actualment la seu està unida a la de Brussel·les | 1560     |
| Brasil          | Saõ Salvador da Bahia  | Primat del Brasil                                     | |          |
| Canadà          | Quebec                 | Primat del Canadà                                     | |          |
| Espanya         | Tarragona              | Primat de les Espanyes                                | Històricament l'arquebisbe de Braga també té el títol de Primat de les Espanyes |          |
| Espanya         | Toledo                 | Primat d'Espanya                                      | (Butlla de 1088) |          |
| Estats Units    | Baltimore              |                                                       | L'arquebisbe no és primat stricto sensu, però se l'anomena així i té precedència sobre els altres bisbes per ser la diòcesi més antiga del país; encara que oficialment no fa servir el títol ni aquest ha estat reconegut per la Santa Seu. |          |
| França          | Lió                    | Primat de les Gàl·lies                                | Confirmat al 1079 mitjançant una butlla de Gregori VII | 1079     |
| França          | Vienne                 | Primat de les Set Províncies                          | | 314-1790 |
| França          | Bourges                | Primat d'Aquitània                                    | L'arquebisbe de Bourges és igualment Patriarca d'Aquitània. | S. VIII  |
| França          | Bordeus                | Primat d'Aquitània                                    | |          |
| França          | Aush                   | Primat de Novempopulània i Navarra                    | |          |
| França          | Nancy                  | Primat de Lorena                                      | |          |
| França          | Dol                    | Primat de Bretanya                                    | Històricament els bisbes bretons eren sufraganis de la província eclesiàstica de Tours. Nominoe, rei de Bretanya, convertí el bisbe de Dol en arquebisbe vers el 848 i metropolità de Bretanya. Tres-cents anys després, sota la pressió de Tours, al 1199 el papa Innocenci III anul·là l'acta de Nominoe, desapareixent la primacia de Bretanya. | 848-1099 |
| França          | Rouen                  | Primat de Normandia                                   | | 1457     |
| França          | Narbona                | Primat de la Gàl·lia narbonesa                        | Narbona, Arles i Vienne es disputen el títol. |          |
| França          | Sens                   | Primat de la Gàl·lia i de Germània                    | |          |
|                 | Reims                  | Primat de la Gàl·lia belga                            | |          |
| Hongria         | Esztergom              | Primat de Hongria                                     | Unit al de Budapest. L'arquebisbe és príncep-primat d'Esztergom. |          |
| Irlanda         | Armagh                 | Els títols són els mateixos a la comunitat anglicana. | Els títols són els mateixos a l'comunitat anglicana. |          |
| Irlanda         | Dublín                 | Primat d'Irlanda                                      | |          |
| Itàlia          | Roma                   | Primat d'Itàlia                                       | És el Papa, en tant que bisbe de Roma. |          |
| Itàlia          | Cagliari               | Primat de Sardenya                                    | |          |
| Itàlia          | Pisa                   | Primat de Còrsega                                     | | 1158-    |
| Itàlia          | Venècia                | Primat de Dalmàcia                                    | |          |
| Polonia         | Gniezno                | Primat de Polònia                                     | | 1418     |
| Portugal        | Braga                  | Primat de les Espanyes                                | Títol discutit l'arquebisbe de Toledo |          |
| República Txeca | Praga                  | Primat de Txèquia                                     | | 1344     |
| Regne Unit      | York                   | Primat d'Anglaterra i de Gal·les                      | El títol de primat d'Anglaterra i Gal·les el tenia l'arquebisbe de Canterbury (597-1558). Després de la Reforma, l'arquebisbe anglicà de Canterbury és primat de tota Anglaterra; i el de York és qui porta el títol de Primat catòlic d'Anglaterra.                                                                                               | 1558-    |
| Regne Unit      | Sant Andreu i Edimburg | Primat d'Escòcia                                      | Inicialment la primacia d'Escòcia pertanyia al bisbat de Dunkeld; però va ser rebutjat per la Santa Seu; passant al bisbe d'Abernethy (844-908) i finalment a l'arquebisbe de Sant Andreu. | 908-     |
| Escandinàvia    | Lund                   | Primat d'Escandinàvia                                 | |          |

### Equivalència amb el clergat regular
A la confederació moderna de l'orde benedictí, tots els monjos de Sant Benet estan units sota la presidència d'un "Abat Primat", segons "Summun semper" de Lleó XIII; però la unificació, fraternal en la seva naturalesa, no comportà cap modificació vers la dignitat abacial, i les diverses congregacions van preservar intacte la seva autonomia. L'estructura de la Confederació Benedictina s'afirma que es va fer perquè Lleó XIII exclamà que els benedictins eren un ordo sine ordine (un "ordre sense ordre"). Els poders de l'abat primat estan especificats i la seva posició està definida en un decret de la Sagrada Confederació de Bisbes i Regulars, de data 16 de setembre de 1893. La primacia de la Confederació recau en l'abat de Sant’Anselmo all'Aventino de Roma. Té precedència sobre la resta d'abats, pot pronunciar-se sobre matèries de disciplina, per resoldre les dificultats que puguin existir entre els diversos monestirs, per mantenir la visita canònica, si cal, per qualsevol congregació de l'orde, i per exercir una supervisió general de l'observança regular de la disciplina monàstica. Els poders primacials només recauen en l'abat primat per actuar en ordre de la mateixa llei de la seva congregació.

## Anglicanisme
En el context de la Reunió de Primats de Comunió Anglicana, el bisbe degà de les 38 esglésies (també conegudes com a províncies) que componen la comunió Anglicana és anomenat Primat. Normalment té el rang d'arquebisbe, tot i que no sempre. No són necessàriament anomenats "primats" fora de les seves províncies.
Tant a l'Església d'Anglaterra com a la d'Irlanda, dos bisbes tenen el títol de primat: els arquebisbes de Canterbury i de York a Anglaterra i els d'Armagh i Dublin a Irlanda. El que és considerat com el més veterà participa en les trobades. L'Arquebisbe de Canterbury és considerat primus inter pares entre els participants, sent qui convoca les reunions i fa les invitacions.
Els primats i arquebisbes són anomenats "The Most Reverend" (El molt reverend); mentre que la resta de bisbes són anomenats "The Right Reverend" (El reverend)